# Status zaštite
Status zaštite je pokazatelj postojanja pojedine vrste i vjerojatnosti da ona opstane u bližoj budućnosti. Procjeni statusa zaštite doprinose brojni kriteriji: veličina populacije, brzina smanjenja ili porasta brojnosti, uspješnost razmnožavanja te poznate prijetnje. Razni sustavi statusa zaštite su u upotrebi na međunarodnim, nacionalnim i lokalnim razinama.

## IUCN-ov crveni popis ugroženih vrsta
Najpoznatiji sustav koji se brine o popisivanju i stupnjevanju statusa zaštite na svjetskoj razini je crveni popis Međunarodne organizacije za očuvanje prirode i prirodnih resursa.
- Smanjeni rizik (LR): kod ovih je vrsta status zaštite prisutan na razini nižoj od osjetljivih, ugroženih, ili kritično ugroženih vrsta. Dijeli se na tri potkategorije:
  - cd (Zavisna zaštita), prekid trenutno prisutnih mjera zaštite doveo bi do izdizanja statusa rizika,
  - nt (Bliska opasnost), vrsta je skoro osjetljiva, no ne ispunjava u potpunosti kriterije toga statusa,
  - lc (Najmanja zabrinutost), najšira kategorija koja uz obične vrste sadrži i sve one koje nisu toliko zabrinjavajuće da bismo ih svrstavali u više kategorije.

- Osjetljivi (VU): označava visok rizik od izumiranja kroz umjereno razdoblje.

- Ugroženi (EN): označava visok rizik od izumiranja u bliskoj budućnosti.

- Kritično ugroženi (CR): označava iznimno visok rizik od izumiranja u neposrednoj budućnosti.

- Izumrli u prirodi (EW): žive jedinke nalazimo isključivo u zatočeništvu ili kontroliranim i neuobičajenim staništima. "Izumrlima" odgovaraju po tome što ne postoje njihove slobodne populacije u prirodi. Izraz "istrijebljeni" koristi se za pripadnike one vrste koja je općenito još uvijek prisutna u divljini, osim na određenom mjestu s kojeg su smaknuti.

- Izumrli (EX): dalekosežna i odgovarajuće postavljena ispitivanja nisu naišla na žive pripadnike skupine. Posljednji je živi primjerak uginuo nakon 1500.

- Nedovoljno podataka (DD): takson za koji ne postoji dovoljno informacija da bi se procijenila kategorija rizika. Razlog može biti premalo saznanja o veličini populacija i opasnostima koje im prijete, ili sistematska nesigurnost u ispravnost taksona.

- Nije evaluirana (NE) – status još nije evaluiran

S ciljem pokrivanja niza vrsta koje ne spadaju u okvire IUCN-ove Crvene knjige, Wikipedija uvodi i sljedeće dodatne kategorije:
- Sigurni (SE) ili pripitomljeni: nema izravne opasnosti opstanku vrste. Ova se kategorija poklapa s najmanjom zabrinutošću, no odnosi se isključivo na ljude i domaće životinje, za koje se IUCN-ov kriterij pokazao nevaljanim.

- Prapovijesni: između izumrlih i fosila: vrste koje su izumrle prije 1500., no barem jedan primjerak postoji u nefosiliziranom stanju. Posljednje će nam posebno koristiti u evoluciji čovjeka.

- Fosili: ne odnosi se toliko na status zaštite koliko predstavlja pokazatelj našeg poimanja prirode fosilnog nalaza.

## Vanjske poveznice
- Kriteriji i kategorije IUCN-ove Crvene knjige vrsta, verzija 3.1